# Thaon
Thaon é uma comuna francesa na região administrativa da Normandia, no departamento Calvados. Estende-se por uma área de 8,29 km². Em 2010 a comuna tinha 1 671 habitantes (densidade: 201,6 hab./km²).